# Lorraine Dunn
Lorraine Dunn (Ciudad de Panamá, Panamá,12 de septiembre de 1942 – Glen Burnie, Estados Unidos,16 de octubre de 2003) fue una velocista y corredora de vallas panameña. Compitió en el relevo de 4 × 100 metros en los Juegos Olímpicos de Verano de 1960 y 1964, así como en los 80 metros con vallas en 1964. Dunn finalizó tercero en los 200 metros con un tiempo de 24,7 segundos y finalizó cuarto en los 80 metros con vallas en los Juegos Panamericanos de 1963. El avance internacional de Dunn se produjo cuando ganó una medalla de oro en el relevo de 4 x 100 metros en los Juegos Centroamericanos y del Caribe de 1959 cuando tenía 16 años. También ganó una medalla de plata en los 80 metros con vallas y un bronce en el relevo 4 x 100 metros en los Juegos Centroamericanos y del Caribe de 1962.

## Biografía

### Primeros años de vida
Dunn nació en la Ciudad de Panamá en una familia de atletas consumados. Su padre era un levantador de pesas competitivo antes de convertirse en contador del Canal de Panamá, y su tía Josephine Lewis Sampson ostentaba muchos de los récords del país en vallas (estos récords, a su vez, fueron superados más tarde por Dunn). En 1960, Dunn, junto con sus compañeras de relevos Silvia Hunte, Carlota Gooden y Jean Holmes-Mitchell, fueron las primeras atletas femeninas en representar a Panamá en los Juegos Olímpicos. Establecieron un récord panameño en relevos femeninos de 4 x 100 metros de 46,66 segundos que no fue igualado hasta 2013. Después de graduarse de la escuela secundaria en 1961, el entrenador de Wilma Rudolph, el legendario Ed Temple, le ofreció una beca de atletismo para entrenar con él en la Universidad Estatal de Tennessee. Compitió por la poderosa TSU Tigerbelles y se graduó del estado de Tennessee con honores en 1965. Las Tigerbelles dominaron el atletismo femenino estadounidense durante esta época. De hecho, de 1960 a 1968 no perdieron un Campeonato Nacional AAU y ganaron casi todos los encuentros competitivos de equipos en los que participaron durante esos años. En febrero de 1964, Dunn, junto con Wyomia Tyus, Vivian Brown y Edith McGuire, estaba en el equipo de relevos Tigerbelles que estableció un récord mundial bajo techo de 47,5 segundos en el relevo de 440 yardas en los Juegos Mason-Dixon en Freedom Hall, Louisville. Anteriormente, TSU ostentaba la marca del Viejo Mundo de 48,3 segundos.

### Juegos Olímpicos y más allá
En la ceremonia de apertura de los Juegos Olímpicos de Verano de 1964, Dunn sirvió como abanderado panameño. En su último año en TSU, Dunn fue miembro del equipo de atletismo femenino que ganó el Campeonato Nacional en pista cubierta de la AAU en el Madison Square Garden, Nueva York. Dunn, Tyus, McGuire y Essie Crews formaron el equipo de relevos de 640 yardas que ganó el evento en un tiempo de 1:11.7 después de correr una serie en un tiempo récord de 1:11.5. Después de retirarse del atletismo competitivo, Dunn se instaló en Peoria, Illinois y trabajó como contador para Caterpillar y Pabst Brewing Company. En 1974, entrenó brevemente a los equipos femeninos de atletismo y cross-country de la Universidad de Kansas. Poco después, se mudó al condado de Fairfax, Virginia, y trabajó como contadora para la Asociación Nacional de Abogados. Fue miembro del capítulo de Virginia del Norte de la hermandad de mujeres de servicio Delta Sigma Theta y ex presidenta de su fundación de servicios educativos y comunitarios. Dunn fue tesorero anterior del Comité de 100 del condado de Fairfax y de la PTA de todo el condado de Fairfax; miembro de la Asociación Cívica de Williamsburg Manor; la Liga Urbana; la NAACP; la Liga de Mujeres Votantes del Norte de Virginia; y la Iglesia Católica de San José en Alejandría. El 13 de enero de 2000, en unas declaraciones aparecidas en el diario El Siglo, la entonces Presidenta de Panamá, Mireya Moscoso, expresó su sincero agradecimiento a todos los deportistas panameños que a lo largo del siglo XX dieron todo su esfuerzo para honrar a la patria, a nivel nacional. E internacionalmente. Lorraine Dunn estuvo entre los atletas mencionados por su nombre, junto con jugadores como Roberto Durán, Rod Carew y Lloyd LaBeach. Dunn murió de un ataque al corazón en 2003. Le sobreviven su marido, John Davis de Alejandría; una hija, Aisha Davis de Washington; un hijo, Kiilu Davis de Scottsdale; una hermana, Lydia Harris; y dos nietos y una nieta. Le precedieron en la muerte su hermana menor, Raquel Octavia Dunn.